# R星协
R星協是照亮反射星雲的星協，這個名稱是Sidney van den Bergh在發現這些恆星在星雲內的分布是不均勻之後所建議的。因為形成這些恆星的分子雲都不大，使這些年輕恆星集團所擁有的主序星質量都不大，使得天文學家得以觀察附近暗星雲的本質。因為R星協的數量比OB星協更豐富，可以用來追蹤銀河系中螺旋臂的結構。麒麟R2是R星協的一個例子，距離我們的太陽約830±50秒差距。